# تسمپرو
تسمپرو (به لاتین: Tsemperou) یک کوه در یونان است که در southern Arcadia (regional unit) واقع شده‌است. تسمپرو ۱٬۲۵۴ متر بالاتر از سطح دریا واقع شده‌است.